# 800 mètres masculin aux Jeux olympiques de 1920 (athlétisme)
Pour un article plus général, voir Athlétisme aux Jeux olympiques de 1920.
Navigation
Stockholm 1912 Paris 1924
L'épreuve du 800 mètres masculin aux Jeux olympiques de 1920 s'est déroulée les 15 et 17 août 1920 au Stade olympique d'Anvers, en Belgique. Elle est remportée par le Britannique Albert Hill.

## Résultats

### Finale
| Rang               | Athlète         | Pays            | Temps        |
| ------------------ | --------------- | --------------- | ------------ |
| Médaille d'or      | Albert Hill     | Grande-Bretagne | 1 min 53 s 4 |
| Médaille d'argent  | Earl Eby        | États-Unis      | 1 min 53 s 6 |
| Médaille de bronze | Bevil Rudd      | Afrique du Sud  | 1 min 54 s 0 |
| 4                  | Edgar Mountain  | Grande-Bretagne | 1 min 54 s 6 |
| 5                  | Donald Scott    | États-Unis      | 1 min 56 s 0 |
| 6                  | Albert Sprott   | États-Unis      | 1 min 56 s 4 |
| 7                  | Adriaan Paulen  | Pays-Bas        | 1 min 56 s 4 |
| 8                  | Paul Esparbès   | France          | 1 min 58 s 0 |
| —                  | Thomas Campbell | États-Unis      | DNF          |